# Strathearn

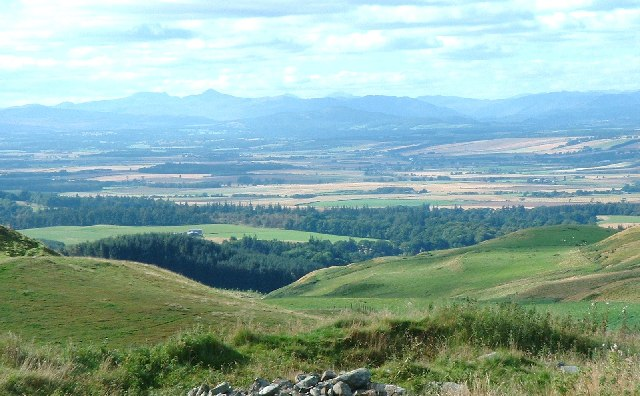
Westhall Hill et Strathearn

Strathearn or Strath Earn (littéralement en gaélique « la large vallée – strath – de la rivière Earn ») est une province historique de l’Écosse centrale qui s’étend du Loch Earn dans l’actuelle région de Perth and Kinross au Firth of Tay.
Le Strathearn était le siège d’un des anciens royaumes Pictes traditionnels fondés par un des fils du mythique roi « Cruithne mac Cinge ». Le Starthearn était même considéré jusqu’à l’hypothèse d’Alex Woolf  comme le centre de l’ancien royaume de Fortriú que l’on situait au sud du « Mounth » i.e. les Monts Grampians,.
Jusqu’au milieu du XIVe siècle, le « Mortuath » de Strathearn fut dirigé par les héritiers de l’antique dynastie des Mormaers celtiques locaux qui ne sont toutefois historiquement attestés qu’à partir de 1114. Sous l'influence anglo-normande, le Strathearn devint ensuite un comté qui fut intégré par héritage au domaine royal des Stuarts.
Aujourd'hui, le prince William et sa femme Catherine Middleton se voient appelés comte et comtesse de Strathearn quand ils sont en Écosse.